# 神楽坂若宮八幡神社
神楽坂若宮八幡神社（かぐらざかわかみやはちまんじんじゃ）は、東京都新宿区の神社である。

## 歴史
文治5年（1189年）に創建された。源頼朝が奥州藤原氏征討の出兵（奥州合戦）をした際、当地において戦勝祈願をし、成就したことから、鶴岡八幡宮の若宮の分霊を勧請した。これが当社の起源である。当社が「若宮町」という地名の由来となっている。
のち、文明年間（1469年 - 1487年）、太田道灌が鶴岡八幡宮を分祀したと伝わる。
普門院（現在は廃寺）が別当寺であった。かつては歓喜天社や稲荷社などの摂末社があったが、現在は稲荷社が現存している。

## 交通アクセス
- 飯田橋駅西口より徒歩6分（経路案内）。